# 长沙波德冶金材料
长沙波德冶金材料有限公司（简称长沙波德冶金材料），龍溪股份旗下公司，总部位于中国湖南省長沙市，是在2003年成立。
其主要業務生產和销售多种规格的涡轮增压器粉末冶金自润滑止推轴承。